# لوكاس كوريا
لوكاس كوريا (بالإسبانية: Lucas Correa)‏ (3 فبراير 1984 بروساريو في الأرجنتين - ) هو لاعب كرة قدم أرجنتيني في مركز الوسط. شارك مع منتخب الأرجنتين تحت 17 سنة لكرة القدم. أما مع النوادي، فقد لعب مع روزاريو سنترال ونادي أفيلينو ونادي برو باتاريا ونادي تارانتو 1927 ونادي رافينا ونادي فاريسي ونادي لاتسيو ونادي لوكيزي ونادي كاسيرتانا وBassano Virtus 55 ST ‏ وASD Penne Calcio ‏ ولانشانو كالتشيو 1920 ‏ وASD Città di Gallipoli ‏.

## وصلات خارجية
- لوكاس كوريا على موقع الاتحاد الدولي (مؤرشف)  (الإنجليزية)
- لوكاس كوريا على موقع قاعدة بيانات كرة القدم.إي يو (الإنجليزية)
- لوكاس كوريا على موقع Soccerway.com (الإنجليزية)
- لوكاس كوريا على موقع عالم كرة القدم.نت (الإنجليزية)